# Heinz Hahmann
Heinz Hahmann (* 20. Februar 1927 in Halberstadt; † 5. Oktober 2022) war ein deutscher Sportwissenschaftler und Hochschullehrer.

## Leben
Hahmann wuchs zunächst in Dingelstedt und ab 1933 in Blankenburg auf. Er betrieb Schwimm- und Skisport, Ballspiele, Turnen und Leichtathletik.
1941 begann er in Blankenburg an einer Lehrerbildungsanstalt eine Ausbildung, mit 18 Jahren wird er nach Zerbst zum Reichsarbeitsdienst abgeordnet. 1944 wurde er von der Wehrmacht in Salzwedel für Kampfeinsätze ausgebildet, ihm drohte zu Jahresbeginn 1945 ein Verfahren, weil er sich gegenüber einem Offizier über das Ende des Dritten Reiches unterhalten hatte. Zu einem Verfahren kam es letztlich nicht, Hahmann wurde kurz darauf im Kampf gegen sowjetische Panzer eingesetzt. Mit weiteren Soldaten floh er vor der näherrückenden Sowjetarmee, durchquerte die Elbe bei Wittenberg schwimmend, um in US-amerikanische Gefangenschaft zu geraten. Im Sommer 1945 wurde Hahmann entlassen, kehrte nach Blankenburg zurück und fand in Eilenstedt eine Anstellung als Grundschullehrer.
Hahmann spielte nach Kriegsende zunächst Fußball beim SFV Dingelstedt, am 9. November 1949 floh er aus der Deutschen Demokratischen Republik in die BRD. Er studierte ab 1950 an der Technischen Universität Braunschweig Sport und Geschichte und arbeitete währenddessen und anschließend mehrere Jahre als Volksschullehrer. Nach einer Zusatzausbildung an der Deutschen Sporthochschule Köln war er ab 1955 Lehrer in Braunlage und danach in Braunschweig, gefolgt von einem weiteren Lehramtsstudium (Geographie, Chemie und Sport für das höhere Lehramt), welches er abermals in Braunschweig absolvierte und 1964 abschloss.
Ab 1964 war Hahmann an der Pädagogischen Hochschule Worms als Sportdozent tätig, 1965 schloss er dort sein zweites Staatsexamen und 1968 seine Doktorarbeit (Thema „Korrelation zwischen Wuchsformen und Motivgenese zu sportlicher Betätigung und ihre Aussage für die Leibeserziehung“) ab. 1970 wurde er an der Pädagogischen Hochschule Worms zum außerordentlichen Professor berufen. Von 1972 bis 1985 lehrte er an der Erziehungswissenschaftlichen Hochschule Rheinland-Pfalz in Mainz und hatte anschließend ab 1985 eine Professur für Sportpädagogik und Sportförderunterricht am Institut für Sportwissenschaft der Johannes Gutenberg-Universität Mainz inne. 1995 wurde er emeritiert, arbeitete jedoch anschließend noch bis 2008 wissenschaftlich weiter.
Bereits 1957 rief Hahmann gemeinsam mit Kollegen mit einer Arbeitsgemeinschaft für Schulsportlehrer den Vorläufer des Deutschen Sportlehrerverbandes ins Leben. 1971 gehörte er zu den Teilnehmern der Gründungsveranstaltung der Arbeitsgemeinschaft für Sportpsychologie in Deutschland und engagierte sich in dieser Einrichtung später jahrelang im Vorstand. Er war darüber hinaus Gründungsmitglied der Deutschen Vereinigung für Sportwissenschaft (DVS) und gehörte in den Jahren 1976 und 1977 zum ersten DVS-Vorstand.
1987 wurde Hahmann der Verdienstorden am Bande der Bundesrepublik Deutschland verliehen.
Zu seinen Forschungsschwerpunkten zählte der Behindertensport, die Erziehung  haltungs- und bewegungsauffälliger Kinder und Jugendliche und Rehabilitation. 2005 brachte er unter dem Titel „Sportives  Handel  erlebt,  gelehrt,  erforscht“ den ersten Band einer Buchreihe des Deutschen Vereinigung für Sportwissenschaft heraus. Diese Reihe stand unter dem Leitspruch „Gelebte Sportwissenschaft“.
Heinz Hahmann verstarb am 5. Oktober 2022 im Alter von 95 Jahren.